# Companhia Docas do Estado da Paraíba
A Companhia Docas do Estado da Paraíba (ou Docas-PB, em forma reduzida) é uma autoridade portuária que tem como finalidade administrar e explorar o Porto de Cabedelo. Com sede em Cabedelo, no estado brasileiro da Paraíba, a Docas–PB é uma empresa do Governo do Estado da Paraíba, vinculada à Secretaria de Infraestrutura do Estado da Paraíba.
A Docas-PB também é ligada a Secretaria Especial de Portos (SEP), órgão que tem como meta posicionar os portos brasileiros no mesmo patamar de competitividade, além de fomentar o setor portuário com investimentos do Programa de Aceleração de Crescimento (PAC). Em 4 de fevereiro de 1998, um convênio entre a União (Ministério dos Transportes) e o Governo do Estado transferiu a administração portuária para a recém-criada Docas–PB, que antes era feita pela Companhia Docas do Rio Grande do Norte (Codern).